# 이채연 (1978년)
이채연(본명 이현화, 1978년 5월 27일 ~ )은 대한민국의 배우이다.

## 학력
- 단국대학교 연극영화과 졸업 (97학번)

- SBS 일일시트콤 똑바로 살아라 병원 식구들 간호사 역
- 색소폰과 찹쌀떡
- MBC TV 사랑의 스튜디오 (2001,러브룰렛게임 진행)
- 댄스 머신(2001,KMTV)
- 성장느낌 18세(SBS)
- 여고시절
- 드라마시티[2]
- 베스트 극장
- 가을에 만난 남자
- 웬만해선 그들을 막을 수 없다 (252회 민정의 요청에 재황을 목표로 작업을 하는 민정의 친구)

## 영화
- 삼성 홍보 영화
- 질투는 나의 힘
- 메모리즈

## 광고 및 CF
- 남양유업 이오
- 옥스포드 블록
- 미미월드 씽크대
- 한국관광공사

## 뮤직비디오
- 1998년 이동건 프로포즈
- 2002년 임창정 슬픈 혼잣말
- 2002년 심태윤 편지